# Encyclopédie
Encyclopédie, ou dictionnaire raisonné des sciences, des arts et des métiers, ofta förkortat Encyclopédie, ibland kallat Franska encyklopedin, var ett franskt uppslagsverk. Dess undertitel betyder "systematisk ordbok över vetenskap, konst och hantverk". Det utgavs åren 1751-1772 i Paris under ledning av Denis Diderot och (för den matematiska avdelningen) Jean d'Alembert.
Encyclopédie var ett banbrytande och inflytelserikt uppslagsverk, med målet att bearbeta och uttrycka sin tids vetenskapliga kunskap och ge uttryck åt upplysningstidens filosofiska åskådning. Verket togs av många emot med stor entusiasm, men mötte skepsis hos tidens konservativa krafter. Encyclopédie ledde till utgivandet av flera andra encyklopediska verk på vetenskaplig grund i Frankrike, England och Tyskland.
Encyclopédie utkom i 28 band under åren 1751-1772, följt av fem band supplement 1776-77, och två band register 1780. Nya upplagor utgavs bland annat i Genève (39 band, 1777), Lausanne (39 band, 1778) och Yverdon (58 band, 1778-1780).

## Skribenter
Encyklopedisterna (franska: Encyclopédistes) kallades de skribenter och filosofer, som lämnade bidrag till eller tog ställning för Encyclopédie-projektet. Arbetet med encyklopedin leddes huvudsakligen av Denis Diderot, med Jean le Rond d'Alembert som ansvarig för den matematiska avdelningen.
Rörelsen var särskilt stark på områdena religion, etik och statsvetenskap. I likhet med Pierre Bayle (1647–1706), som skapade Dictionnaire Historique et Critique, utgjorde encyklopedisterna en del av gruppen upplysningsfilosofer. Dessa förespråkade att naturvetenskapen och sekularismen skulle skjuta fram sina positioner, och stödde upplysningens förordade friheter och rationalism.
D'Alembert skrev encyklopedins Discours préliminaire (preliminär avhandling), som inleder arbetet och ger en översikt av sambanden mellan det mänskliga vetandets olika områden. Diderot lade ned mycket arbete på den tekniska avdelningen. Edme-François Mallet bearbetade teologi och historia, François-Vincent Toussaint juridik, Louis-Jean-Marie Daubenton medicin, Claude Yvon logik och moralfilosofi, Jean-Jacques Rousseau musik och filosofi samt Jean-François Marmontel litteraturhistoria.
Bland många ytterligare deltagare bör också nämnas Charles-Louis de Secondat Montesquieu, Georges-Louis Leclerc de Buffon, Voltaire, Étienne Bonnot de Condillac, Charles Pinot Duclos, Gabriel Bonnot de Mably, Claude Adrien Helvétius, Baron d'Holbach, César Chesneau Dumarsais, Jean-Martin de Prades, André Morellet, Anne Robert Jacques Turgot de Laune och Louis Necker.

## Encyklopedisterna, alfabetiskt urval
- Jean le Rond d'Alembert
- Antoine-Joseph Desallier d'Argenville
- Boucher d'Argis
- Arnulphe d'Aumont
- Jacques-Nicolas Bellin
- Jacques-François Blondel
- Nicolas Antoine Boulanger
- Claude Bourgelat
- Étienne Bonnot de Condillac
- Louis-Jean-Marie Daubenton
- Denis Diderot
- César Chesneau Du Marsais
- Marc-Antoine Eidous
- Jean-Baptiste de La Chapelle
- Guillaume Le Blond
- Le Breton
- Antoine Louis
- Baron d'Holbach
- Chevalier Louis de Jaucourt
- André Lefèvre
- Edme-François Mallet
- Jean-François Marmontel
- Charles-Louis de Secondat Montesquieu
- Jean-Jacques Rousseau
- Pierre Tarin
- François-Vincent Toussaint
- Anne Robert Jacques Turgot de Laune
- Urbain de Vandenesse
- Gabriel-François Venel
- Voltaire